# Château du Pin de Préaux
Pour les articles homonymes, voir château du Pin.
 (septembre 2022).
Si vous disposez d'ouvrages ou d'articles de référence ou si vous connaissez des sites web de qualité traitant du thème abordé ici, merci de compléter l'article en donnant les références utiles à sa vérifiabilité et en les liant à la section « Notes et références ».
 (juillet 2025).
Motif : Trop peu de sources concernant l'édifice lui-même. Voir aussi WP:CAA
- Archive Wikiwix
- Bing
- Cairn
- DuckDuckGo
- E. Universalis
- Gallica
- Google
- G. Books
- G. News
- G. Scholar
- Persée
- Qwant
- (zh) Baidu
- (ru) Yandex
- (wd) trouver des œuvres sur Wikidata

| 1. | Préciser le motif de la pose du bandeau. | Précisez le motif de la pose du bandeau en utilisant la syntaxe suivante : {{admissibilité à vérifier\|date=juillet 2025\|motif=remplacez ce texte par le motif}}                             |
| 2. | Informer les utilisateurs concernés.     | Pensez à avertir le créateur de l'article, par exemple, en insérant le code ci-dessous sur sa page de discussion : {{subst:avertissement admissibilité à vérifier\|Château du Pin de Préaux}} |

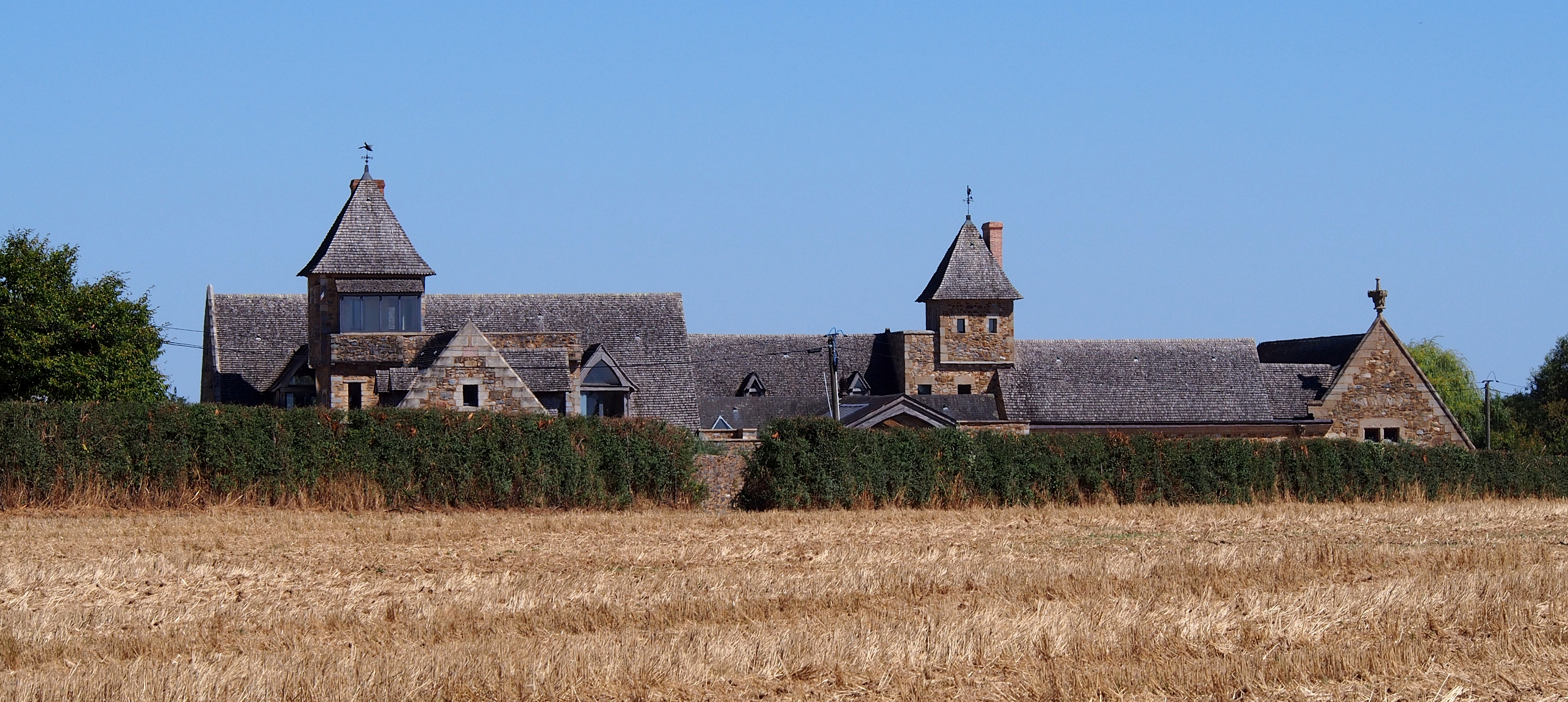
Le château du Pin.

Le château du Pin de Préaux, était situé en Mayenne, à Préaux, lieu-dit "Le Pin". C'est désormais une ferme, située à 2 km au sud-est du bourg, sur la rive droite de la Vaige.

## Introduction
La seigneurie du Pin[source insuffisante], vassale de la châtellenie de Meslay, était la plus importante parmi les fiefs du territoire de Préaux. La seigneurie du Pin fut d'abord l'apanage d'une famille qui portait ce nom.C'était un fief ayant moyenne et basse justice. Guillaume Bodin en est sénéchal en 1444.
Les familles de Saint-Rémy et de Hardouin qui l’ont possédée font figure dans l’histoire.
Au XVIIIe siècle, les Hardouin se titrèrent marquis et comtes de la Girouardière. C'est une famille qui portait : d'argent à la fasce de gueules, accompagnée en chef d'un léopard de sable et en pointe de deux quintefeuilles de même. Son surnom lui vient Manoir de la Girouardière, qu'elle possédait dès 1360, et elle donna son nom aux Hardonnières de Longuefuye où on la trouve dès 1400. Elle posséda aussi le Pin de Préaux et d'autres terres moins importantes.
Les derniers seigneurs de la Girouardière étaient allés habiter Souligné-sous-Ballon et Chantenay-Villedieu. C'est dans cette dernière paroisse que naquit, le 25 août 1740, Anne de La Girouardière, la fondatrice de l'hospice des Incurables de Baugé, 1786.

## Désignation
- Le fief et domaine du Pin, 1444[2] [source insuffisante];
- Le Pin, château, chapelle[3].

## Château
Le château fut reconstruit après les guerres anglaises, entouré de douves et de murs. Le château qu'habitèrent souvent les seigneurs montre dans son état de dégradation quelques vestiges de sa grandeur passée. Les douves l’entourent encore presque entièrement, des murailles aujourd'hui démantelées mais d'une grande épaisseur indiquent que ce fut un lieu assez fortifié à l’époque féodale. 
Il y avait une chapelle dans laquelle était desservie une chapellenie sous le vocable de Saint-Rémy. L'abbé Angot signale qu'au début du XXe siècle, ses murailles sont encore debout dans leurs vêtements de lierre, et servit d'habitation jusqu'au milieu du XVIIe siècle
Aux époques de troubles, les gens du voisinage y apportaient, comme dans un lieu sûr, leurs coffres et objets précieux. L'inventaire de 1640 en signale qu'on avait pas retirés encore. L'abbé Agot a remarqué au début du XXe siècle plusieurs petits pavés historiés et vernis.
Le moulin du Pin, situé sur la rive gauche, dépendait du territoire de Beaumont.

## Liste des seigneurs du Pin

### Famille du Pin
- Jean Penon, bourgeois de Laval, 1379 ;
- Huet du Pin est le premier connu. Il prit alliance le 3 février 1399 avec Jeanne Panon, fille de Jean Penon. Par ce contrat de mariage Jean Penon donne à sa fille tout ce qu'il possède en la terre du Pin[4][source insuffisante]. Huet du Pin était seigneur de l'Hommaie en Argenton et de la Guibourgère de Préaux ;
- Jean du Pin, qui lui succède, épousa Marie Cornilleau ;
- Ambroise du Pin (aussi nommé Ambroise Lepeurier, 1477, 1497), écuyer, sieur du dit lieu, rend aveu, en 1476, au Plessis-Fresnel, pour 3 boisseaux de seigle sur la Chantellière en Préaux, que lui sont tenus faire au jour des morts le curé de Préaux et Colin Arnoul[5]. On l'accuse d'avoir été dès son jeune âge de mauvaise vie et conversation avec des voisins. De fait, après s'être brouillé avec le seigneur de Ballée qui lui faisait la morale, avec Jea Ponsard, Patry et Bertrand de Coulonges, il leur chercha noise, finit avec son bâtard par les provoquer et attaquer et fut lui-même blessé mortellement en 1499 ;
- Guillaume du Pin fit son testament le 15 août 1501[6][source insuffisante] Enfin une transaction du 18 mai 1498 fait preuve du mariage de Jean de Saint-Rémy, sieur de Montigny, avec Isabelle du Pin[7][source insuffisante].

### Famille de Saint-Rémy
C'est cette alliance qui fit passer la terre du Pin dans la famille de Saint-Rémy. De ce mariage naquit comme fils aîné :
- Ambroise de Saint-Rémy, sieur de Montigny, fils de Jean de Saint-Rémy et d'Isabeau du Pin, qui par contrat du 28 avril 1499 épousa Guyonne de Couasnon, fille de Pierre et de Julienne de Feschal . Il est dit (1529) sieur de Fiè, de Contest et du Pin ;
- Jacques de Saint-Rémy, fils d'Ambroise, épousa le 31 juillet 1529 Yolande de Loré. Il reçut de son père en avancement de droit ses terres du Pin et de Contest, à condition qu'après le décès dudit Ambroise ces terres appartiendraient à René, son frère puîné pour son droit de partage ;
- René de Saint-Rémy, frère du précédent, par une déclaration du 23 juillet 1548 à la seigneurie de Meslay, fit valoir les droits que lui conférait cette clause. Le 12 octobre 1550 René de Saint-Rémy, seigneur du Pin, reçoit de sa tante Perrine de Saint-Rémy, veuve de Jean de Fontenailles, donation de tous les biens tant morts que vifs qu'elle peut avoir au lieu de la Chantellière et des Rualdières. Il épousa Perrine ou Florence de Moulins et il était mort en 1570 comme le prouve l'inventaire des biens meubles laissés par lui fait le 4 décembre de cette année. Par acte du 10 octobre 1568 il donna en partage à ses enfants puînés Robert, Christophe et François, la terre de Contest, et à sa fille Marthe de Saint-Rémy, deux mille livres. Le 24 juin 1560 pour parvenir au partage entre René et Jacques de Saint-Rémy il y eut enquête et estimation des terres du Pin et de Contest ;
- René de Saint-Rémy, fils du précédent, lui succéda dans la seigneurie du Pin. Il épousa Louise de Baraton, fille du seigneur de Varennes-Boureau[8][source insuffisante] qui mourut en 1612 suivant son acte de sépulture[9][source insuffisante] En 1598 René de Saint-Rémy comparaît par procureur aux assises de Ballée. - En 1596 il reçoit quittance de Claude de Saint-Rémy, son cousin, sieur du Rouseray, dans le Craonnais ? - En 1604, de concert avec son épouse, il vend à Mathurin Trochon, sieur des Poiriers, la métairie de la Trilletière, en Saint-Denis-d'Anjou. - En 1608 il était parrain d'une cloche en l'église de Préaux[10][source insuffisante]. René de Saint-Rémy mourut en 1644, si toutefois l'acte de sépulture suivant ne se rapporte point à son fils René qui aurait succédé à Urbain son frère dans la seigneurie du Pin de 1640 à 1644. En tous cas on voit que plusieurs membres de la famille de Saint-Rémy ont porté à la fois le titre de sieurs du Pin. Il est qualifié à tort de fondateur de l'église de Préaux[11][source insuffisante]. ;
- Urbain de Saint-Rémy fut baptisé à Préaux le 23 avril 1601. Il eut pour parrain discret maistre Urbain de Guesdon[12][source insuffisante], prieur de la Cropte, et pour marraine Marthe de Saint-Rémy. Il épousa, le 14 février 1628, en l'église de Saint-Martin-de-Villenglose, Françoise de la Lande, fille de Jacques de la Lande et de Françoise de la Noë. Le contrat est du 22 novembre 1627[13]. Urbain de Saint-Rémy mourait en 1640 en la maison du Petit-Beaucaire près Richelieu. L'inventaire de ses meubles du Pin après décès est du 27 juillet 1640 ; la vente eut lieu le 20 août suivant. Françoise de la Lande survécut à son mari. En 1657, le 13 août elle fit un accord avec ses enfants au sujet de la terre du Pin. Elle eut la douleur de voir mourir à quelques mois de distance son fils et sa belle-fille laissant à sa charge deux enfants que leur mère mit au monde en mourant[14][source insuffisante]. Il y eut le 12 mai inventaire, et le 2 juin vente des meubles de Françoise de la Lande, au Pin et aux Gages.
- René de Saint-Rémy, écuyer, sieur du Pin, né le 5 novembre 1628, eut pour parrain René de Saint-Rémy, son oncle ou son grand-père, sieur du Pin, et pour marraine Louise de Quatrebarbes . M. Jacques Rousseau, curé de Préaux, fit le baptême. Il est souvent cité sur les registres de Préaux 1638 à 1661. En 1650 il eut une fille bâtarde nommée Françoise ; en 1654 une affaire fâcheuse où il y eut mort d'homme, le força de recourir à la clémence du roi qui lui accorda des lettres de rémission à l'occasion de son sacre en 1655. Il épousa, par contrat du 8 août 1661, Marie, fille d'Urbain de Bastard, seigneur de la Paragère et de Marie Le Peltier. Moins de deux ans après, il mourait et était inhumé en l'église de Préaux près le grand autel à main droite, par le curé du Buret, le 27 mars 1663. Le 25 mars suivant, Marie de Bastard, sa veuve, mettait au monde deux filles jumelles[15] Plus tard on constata sur les registres de l'église que Renée était la première née des deux jumelles. Le 26 mai suivant, Marie de Bastard, veuve de René Saint-Remy et mère des deux enfants, mourait à son tour et était inhumée dans l'église, près la lampe à main droite, par M. Jean Barbotte et autres chapelains de Préaux. Il y eut inventaire des biens laissés par les défunts le 14 juillet 1663, au Pin, et un conseil de curatelle avait été nommé aux enfants, le 18 mai 1663, quelques jours avant qu'ils devinssent complètement orphelins par la mort de leur mère. Marie vivait encore le 19 mars 1669 ; à cette date une sentence rendue à Château-Gontier à la demande de messire Eustache de la Lande, curateur de ladite Marie de Saint-Rémy, obligeait Urbain de Bastard, son grand-père, à payer la dot promise à défunte Marie de Bastard, sa fille. C'est la dernière fois qu'il soit fait mention de Marie de Saint-Rémy.
- Renée-Anselme de Saint-Rémy vécut sous la tutelle de Louise de la Lande sa grand-mère. Elle est plusieurs fois marraine en l'église de Préaux avant même de pouvoir signer « à cause de son bas âge ». En 1673 à dix ans, elle signe d'une belle grande écriture. Le 7 août 1674 eut lieu le partage de la succession de Louis de Bastard entre elle, Marthe de Bastard et Charles le Boucher, mari de Marguerite Le Bastard. Elle obtint le 17 décembre des lettres de bénéfice d'inventaire sur cette succession. En 1682 elle épousa René de Hardouin et par cette alliance fit passer la terre du Pin avec ses dépendances dans cette famille. Il fallut obtenir pour les parties une dispense en cour de Rome, à cause du lien de parenté qui les unissait, comme on verra au tableau suivant. La dispense est du 18 mars 1679, l'entérinement de la bulle du 30 avril 1680.

### Famille de Hardouin
- René de Hardouin, seigneur de la Girouardière, était né au Manoir de la Girouardière, en Peuton, le 30 novembre 1660. Son contrat de mariage est du 1er juillet 1681[16][source insuffisante]. Le 23 janvier 1682 et le 6 février suivant il y eut inventaire des meubles et prisée des bestiaux du Pin. Désormais les seigneurs du Pin ne résidèrent plus à Préaux, mais au château de la Girouardière où sans doute leurs droits seigneuriaux étaient plus incontestés qu'à Préaux. On a vu plus haut que M. R. de Hardouin était sensible à ces honneurs. En 1687 le 14 mai, Renée-Anselme de Saint-Rémy reçut procuration de son mari qui était sur le point de partir pour l'arrière-ban. R. de Hardouin et sa femme possédaient le Pin, la Roche-Saint-Bault, Champagné, Coudreuse, la seigneurie de Chantenay etc. Ils achetèrent en 1693 le Haut et Bas-Vernai, en Chantenay. Charles Henri de Hardouin, capitaine de vaisseaux, jouit à titre d'usufruitier de la terre du Pin. Il la posséda selon l'abbé Angot jusqu'à sa mort de sorte que son frère aîné n'en eut peut-être jamais la jouissance effective.
- Philippe-René de Hardouin[17] [source insuffisante]D'après André René Le Paige, Philippe-René, page de la Grande-Écurie du roi, avait épousé en 1707 Angélique-Charlotte de la Saugère, sa cousine germaine, fille de Charles et de Jacquette de Hardouin[18][source insuffisante].
- À la mort de Charles-Henri de Hardouin, en 1772, ses neveux et petits-neveux qui entrèrent dans ses droits sur la terre du Pin[19][source insuffisante].
- Anne-Renée-Félix de Hardouin de la Girouardière était en 1786 dame du Pin et faisait valoir ses droits en cette qualité[20]. Elle fonda les Incurables de Baugé. Célestin Port, Dictionnaire de Maine-et-Loire, lui consacre les lignes suivantes : « Née d'une famille opulente et comblée des dons de la vie, elle se voua au service des pauvres et fonda de sa fortune et à force dévouement l'hôpital des Incurables de Baugé, où elle est morte le 10 décembre, âgée de 87 ans. Son portrait conservé dans la maison a été récemment photographié. » Dom Piolin ajoute : « La ville de Baugé lui rendit des honneurs extraordinaires après sa mort. Durant plusieurs semaines son corps resta exposé pour satisfaire la piété publique ; et les témoins racontent les guérisons qui eurent lieu auprès de son cercueil[21][source insuffisante] ».

## Sources
- Abbé Angot, Monographie paroissiale : Saint-Martin de Préaux, diocèse de Laval, suivie des Mémoires du colonel Lebaillif : 1792-1822. Mamers, G. Fleury et A. Dangin, 1884  ;
- « Château du Pin de Préaux », dans Alphonse-Victor Angot et Ferdinand Gaugain, Dictionnaire historique, topographique et biographique de la Mayenne, Laval, A. Goupil, 1900-1910 [détail des éditions] (BNF 34106789, présentation en ligne), t. III, p. 268 ; t. IV, p. 723.